# Mandora
Mandora (Mandore) – strunowy instrument muzyczny z rodziny lutni. Wykształciła się w czasach średniowiecza jako hiszpańska bandurria z greckiej (bizantyjskiej) pandory. Mandora jest poprzedniczką mandoli, mandolino, panduriny, neapolitańskiej mandoliny, mandory basowej.
Pierwsze publikacje opisujące mandorę jak na przykład "Szkoła gry" (fr. L'Instruction pour la mandore) autorstwa Adriana Le Roy z 1585 roku  – zaginęły. Pierwsze wydanie utworów dla mandory pojawiło się we Francji: było to "Tablature de mandore", autorstwa François de Chancy'ego, z roku 1629, dedykowane kardynałowi de Richelieu.  W Hiszpanii i Francji od XII do XIV ten instrument nazywano – mandurria, bandurria, mandoire (tych nazw używali autorzy poematów: Juan Ruiz, Guiraut de Calanso, Guillaume de Machaut); w wieku XVI w Hiszpanii – bandurrią, we Francji – mandorą, w XVII-wiecznych Włoszech – mandolą (jest to również nazwa późniejszego instrumentu z rodziny mandolin), w Niemczech – mandoraen; w wieku XVIII w Hiszpanii znany jako vandola, w Portugalii – bandola, we Włoszech – mandolino.
Juan Bermudo w swoim traktacie z 1555 roku "Declaración de instrumentos musicales", 5 Vols, opisuje, że bandurria ma formę rebeku, posiada trzy chóry strun strojonych w perfekcyjne kwinty a gra się na niej techniką palcową.

## Budowa
Mandora kształtem i budową przypomina lutnię renesansową, jest jednak od niej mniejsza. Tak jak inne rodzaje lutni posiada wypukłe pudło rezonansowe zbudowane z cienkich listewek, otwór rezonansowy przykryty ozdobną rozetą oraz szyjkę z wiązanymi progami jelitowymi, zakończoną główką z charakterystycznym zawinięciem. Mandora posiadała początkowo cztery pojedyncze struny, w połowie wieku XVII liczba ta wzrosła do pięciu i sześciu strun, a jeszcze później (na początku XVIII wieku) do sześciu chórów (par strun). Mandora posiadała menzurę o połowę krótszą niż klasyczna lutnia.

## Strojenie

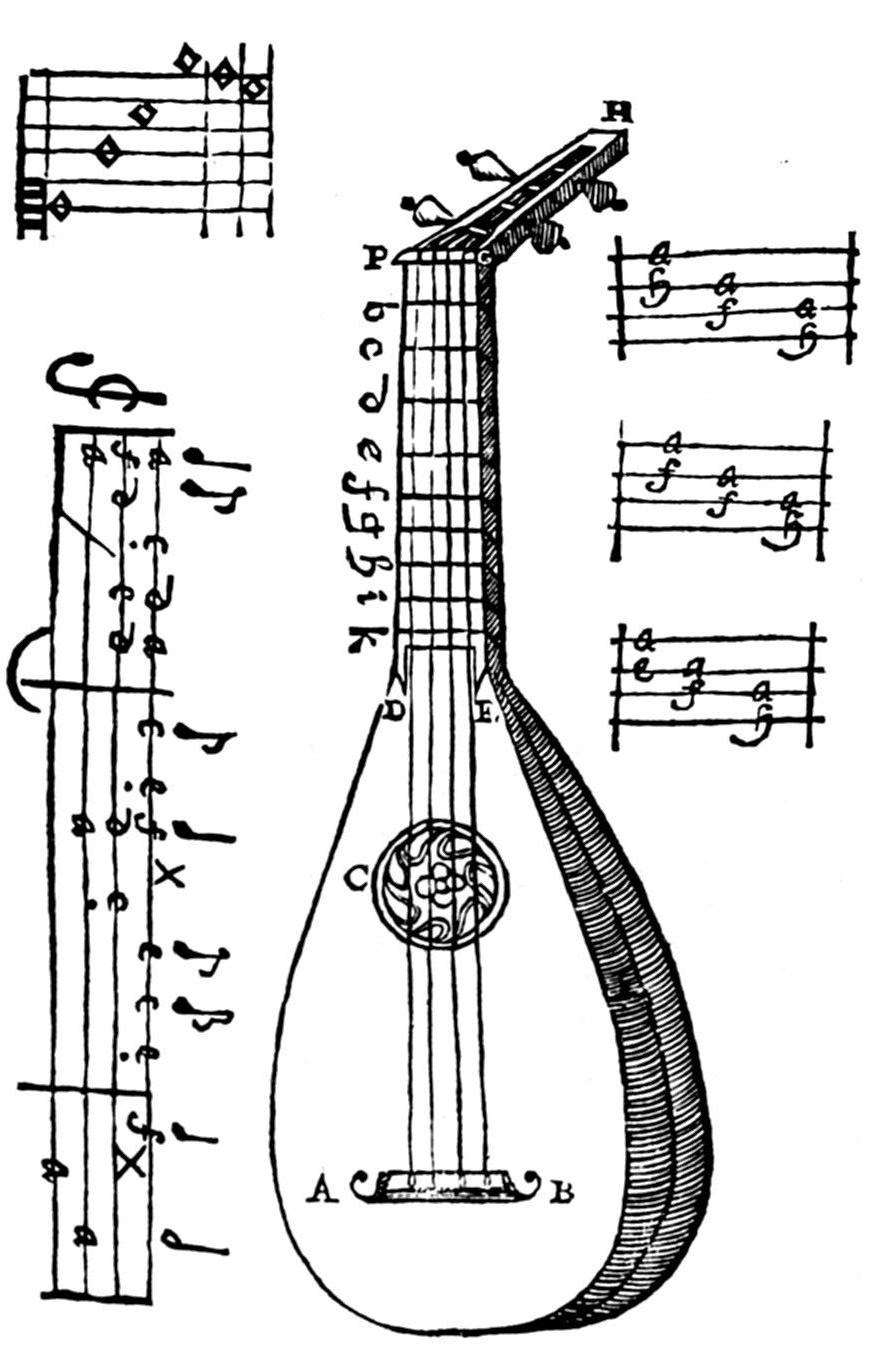
Rycina przedstawiająca Mandorę, Marin Mersenne, Harmonie Universelle, Paryż 1636.

Mandora strojona była:  c' g' c" g" (f", e"),  lub g d' g' d'', lub a d' a' d'' fis'', lub g c' e' a' d'' g'' albo g h e' a' d'' g'', albo a d e' a' d'' g'' w zależności od tonacji utworu,  i grano na niej jak na klasycznej lutni (uderzając struny palcami, nie zaś piórkiem jak później mandolinie).

## Ewolucja instrumentu
Początki instrumentu sięgają greckiej pandory, poprzez powszechne zastosowanie u dawnych śpiewaków i poetów jako mandurria, mandoire, al maduri, bandurria (poezja oksytańska XII–XIV wieku) do francuskiego mandore – mandora (XVI wiek). W Hiszpanii wciąż nazywała się bandurria (nie mylić z XVIII-wieczną bandurrią). Początkowo była 3-strunowa (3-chórowa) strojona w kwintach i podobna do rebeku (opisana przez Juana Bermudo, "Declaración de instrumentos musicales", 5 t., 1555 rok), grano na niej gęsim piórem. W wieku XVII liczyła już 4 struny albo chóry w stroju kwintowo-kwartowym c1-g1-c2-e2(f2,g2), grano już techniką palcową jak na lutni. We Włoszech w wieku XVII nazywana mandolą, tam pod koniec stulecia Antonio Stradivari w 1680 roku zaczął produkować instrumenty o mniejszym pudle, 4-5-6- strunowe albo chórowe, o stroju kwartowym (e1-a1-d2-g2, h-e1-a1-d2, g-h(c)-e1(f)-a1-d2-g2), nazwane przez niego mandolino (zdrobnienie od mandoli).  W Rzymie ten instrument miał nazwę pandurina. Grano na tych instrumentach w technice palcowej (nie kostką), struny były jelitowe. Powszechnie znana mandolina pojawiła się w połowie XVIII wieku, miała struny druciane jak cytra, grało się kostką jak na cytrze, pudło rezonansowe takie jak mandolino, stroiła jak skrzypce g-d1-a1-e1.
Szybki rozwój instrumentu doprowadził do powstania w Niemczech i Austrii większej basowej wersji mandory zwanej gallichonem, na którą w latach 1765–1771 Johann Georg Albrechtsberger napisał koncert i drumli z orkiestrą.